# Mistrovství světa v pozemním hokeji mužů 1971
1. mistrovství světa v pozemním hokeji mužů se uskutečnilo ve dnech 15. až 24. října 1971 na stadionu barcelonského klubu Real Club de Polo. Původně se turnaj měl konat v Láhauru, ale z bezpečnostních důvodů byl přesunut do Španělska.

## Program turnaje
Turnaje se zúčastnilo 10 týmů, které byly rozděleny do 2 pětičlenných skupin, ve kterých se hrálo způsobem jeden zápas každý s každým a poté týmy na 1. a 2. místě ve skupinách postoupily do semifinále. Týmy na 3. a 4. místě hrály o 5. až 8. místo a týmy na 5. místě sehrály zápas o 9. a 10. místo.

## Základní skupiny

### Skupina A
- 15. října
- SRN – Argentina 5:1
- Indie – Francie 1:0
- 16. října
- Indie – Argentina 1:0
- Francie – Keňa 1:0
- 17. října
- SRN – Francie 4:0
- Indie – Keňa 2:0
- 18. října
- Francie – Argentina 1:0
- Keňa – SRN 3:0
- 19. října
- Indie – SRN 1:0
- Keňa – Argentina 2:0

| Poř.  | Tým       | Z | V | R | P | VG | OG | B |
| ----- | --------- | - | - | - | - | -- | -- | - |
| 1.    | Indie     | 4 | 4 | 0 | 0 | 5  | 0  | 8 |
| 2.-3. | SRN       | 4 | 2 | 0 | 2 | 9  | 5  | 4 |
| 2.-3. | Keňa      | 4 | 2 | 0 | 2 | 5  | 3  | 4 |
| 4.    | Francie   | 4 | 2 | 0 | 2 | 2  | 5  | 4 |
| 5.    | Argentina | 4 | 0 | 0 | 4 | 1  | 9  | 0 |

Týmy 2. až 4. místě měly stejně bodů v celkové tabulce i v tabulce vzájemných zápasů, a proto muselo rozhodnout skóre z obou těchto tabulek. To v obou tabulkách měla nejhorší Francie, a proto obsadila ve skupině 4. místo. Nejlepší podíl branek ve skóre v celkové tabulce mělo SRN a nejlepší podíl branek ve skóre v tabulce vzájemných zápasů měla pro změnu Keňa, a proto o druhém postupujícím do semifinále musel mezi těmito dvěma týmy rozhodnout ještě jeden dodatečný vzájemný zápas.
- 20. října
- SRN – Keňa 1:2

### Skupina B
- 15. října
- Španělsko – Japonsko 2:0
- Pákistán – Austrálie 5:2
- 16. října
- Nizozemsko – Španělsko 0:0
- Pákistán – Japonsko 1:0
- 17. října
- Nizozemsko – Pákistán 3:3
- Austrálie – Japonsko 1:1
- 18. října
- Nizozemsko – Austrálie 1:0
- Španělsko – Pákistán 3:2
- 19. října
- Austrálie – Španělsko 1:0
- Nizozemsko – Japonsko 0:1

| Poř. | Tým        | Z | V | R | P | VG | OG | B |
| ---- | ---------- | - | - | - | - | -- | -- | - |
| 1.   | Španělsko  | 4 | 2 | 1 | 1 | 5  | 3  | 5 |
| 2.   | Pákistán   | 4 | 2 | 1 | 1 | 11 | 8  | 5 |
| 3.   | Nizozemsko | 4 | 1 | 2 | 1 | 4  | 4  | 4 |
| 4.   | Austrálie  | 4 | 1 | 1 | 2 | 4  | 7  | 3 |
| 5.   | Japonsko   | 4 | 1 | 1 | 2 | 2  | 4  | 3 |

O pořadí na 1. a 2. místě rozhodl vzájemný zápas. O pořadí na 4. a 5. místě rozhodl podíl branek ve skóre.

## Zápasy o umístění
21. října se odehrály oba zápasy o 5. až 8. místo. 22. října se odehrály obě semifinále. 23. října se odehrály zápasy o 9. místo, o 7. místo a o 5. místo. 24. října se odehrál zápas o 3. místo a finále.

### Zápas o 9. místo
| 5.A | Argentina | 0 |
| 5.B | Japonsko  | 2 |

### Schéma zápasů o 5. až 8. místo
|  | O 5. až 8. místo | O 5. až 8. místo | O 5. až 8. místo |  |  | O 5. místo | O 5. místo | O 5. místo |
|  |                  |                  |                  |  |  |            |            |            |
|  | 3.A              | SRN              | 1                |  |  |            |            |            |
|  | 4.B              | Austrálie        | 0                |  |  |            |            |            |
|  |                  |                  |                  |  |  | 3.A        | SRN        | 1          |
|  |                  |                  |                  |  |  | 3.B        | Nizozemsko | 0          |
|  | 3.B              | Nizozemsko       | 2                |  |  |            |            |            |
|  | 4.A              | Francie          | 1                |  |  | O 7. místo | O 7. místo | O 7. místo |
|  |                  |                  |                  |  |  | 4.B        | Austrálie  | 0          |
|  |                  |                  |                  |  |  | 4.A        | Francie    | 1          |

### Schéma zápasů o medaile
|  | Semifinále | Semifinále | Semifinále |  |  | Finále      | Finále      | Finále      |
|  |            |            |            |  |  |             |             |             |
|  | 1.A        | Indie      | 1          |  |  |             |             |             |
|  | 2.B        | Pákistán   | 2          |  |  |             |             |             |
|  |            |            |            |  |  | 2.B         | Pákistán    | 1           |
|  |            |            |            |  |  | 1.B         | Španělsko   | 0           |
|  | 1.B        | Španělsko  | 1          |  |  |             |             |             |
|  | 2.A        | Keňa       | 0          |  |  | Třetí místo | Třetí místo | Třetí místo |
|  |            |            |            |  |  | 1.A         | Indie       | 2           |
|  |            |            |            |  |  | 2.A         | Keňa        | 1           |

## Konečné pořadí
| Poř. | Tým        |
| ---- | ---------- |
| 1.   | Pákistán   |
| 2.   | Španělsko  |
| 3.   | Indie      |
| 4.   | Keňa       |
| 5.   | SRN        |
| 6.   | Nizozemsko |
| 7.   | Francie    |
| 8.   | Austrálie  |
| 9.   | Japonsko   |
| 10.  | Argentina  |